# Drepanosticta penicillata
Drepanosticta penicillata – gatunek ważki z rodziny Platystictidae.